# Phyllocycla modesta
Phyllocycla modesta är en trollsländeart som beskrevs av Jean Belle  1970. Phyllocycla modesta ingår i släktet Phyllocycla och familjen flodtrollsländor. Inga underarter finns listade i Catalogue of Life.